# HMS Nabob (D77)
O HMS Nabob foi um porta-aviões de escolta operado pela Marinha Real Britânica e um membro da Classe Ruler. Sua construção começou em outubro de 1942 nos estaleiros da Seattle-Tacoma Shipbuilding como o USS Edisto para a Marinha dos Estados Unidos e foi lançado ao mar em março do ano seguinte. Ele foi transferido para o Reino Unido ao ser finalizado e foi comissionado na frota britânica em setembro de 1943. Era capaz de transportar 24 aeronaves, era armado com uma bateria antiaérea de canhões de 127, 40 e 20 milímetros, tinha um deslocamento carregado de mais de quinze mil toneladas e conseguia alcançar uma velocidade máxima de dezesseis nós (trinta quilômetros por hora).
O Nabob passou por modificações em Vancouver e seguiu para a Europa em março de 1944, servindo na Frota Doméstica. Em agosto ajudou no estabelecimento de campos minados próximos da Noruega e depois tomou parte da Operação Goodwood, um ataque contra o couraçado alemão Tirpitz. Durante esta ação o Nabob foi torpedeado pelo u-boot U-354. Seus danos foram considerados muito caros para serem consertados e ele foi descomissionado e devolvido aos Estados Unidos. Após a guerra foi comprado pela Norddeutscher Lloyd e convertido em um cargueiro, sendo renomeado Glory em 1967 ao ser comprado por uma empresa panamenha. Foi aposentado e desmontado em 1977.